# Cayo Coco
Cayo Coco is een eiland in het midden aan de noordkust van Cuba dat behoort tot de archipel Jardines del Rey. Het ressorteert onder de provincie Ciego de Avila en maakt deel uit van de gemeente Morón. Een weg op een dijk verbindt het eiland met het vasteland. Cayo Coco is een bekend toeristisch pleisteroord met talrijke all-invakantie hotels. 

## Geschiedenis
Op Cayo Coco en het nabije Cayo Guillermo, spelen zich de verhalen af van Ernest Hemingway: "Eiland in de storm" en "De oude man en de zee".
Na de ontdekking van Cuba door Christoffel Columbus werd het eiland bewoond door piraten die er hun toevlucht hadden gezocht. Het was jarenlang een kleine vissersplaats. In 1988 werd een dijkweg gebouwd om het eiland te ontsluiten als toeristische bestemming. In 1993 werd er het eerste hotel, Guitart Cayo Coco (nu Blau Colonial)  geopend. 
In 1994 en 1995 waren de hotels de scene voor aanslagen door Alpha 66. Bij de beschietingen werden geen slachtoffers gemaakt.

## Heden
De dijkweg (of pedraplen in het Spaans) die Cayo Coco met het land verbindt is 27 km lang en voert door de Baai van Perros (Bahia de Perros). Er werd 3 miljoen kubieke meter steen gebruikt en de werken werden in een tijdspanne van 16 maanden voltooid. Natuurorganisaties waren gekant tegen de operatie omdat het ecosysteem zou kunnen worden aangetast doordat de vrije beweging van het brakke water werd belemmerd. Men heeft dit (gedeeltelijk) opgelost door het maken van een aantal doorgangen onder de dijk opdat het water zou kunnen circuleren. 
Via kortere dijkwegen zijn vanaf hier de eilanden Cayo Guillermo en Cayo Romanao bereikbaar.
Op het eiland werd in 2002 een nieuwe internationale vlieghaven aangelegd, de Jardines del Rey Luchthaven (IATA: CCC, ICAO: MUCC). De startbaan van de oude luchthaven (Cayo Coco Aeropuerto) is vandaag onderdeel van een lokale weg. Vanaf 2005 zijn er rechtstreekse vluchten vanuit Canada.